# Falanga Spaniolă
Falanga Spaniolă a Consiliilor pentru Ofensiva Național Sindicalistă (în spaniolă Falange Española de las Juntas de Ofensiva Nacional Sindicalista) este numele a mai multor mișcări politice și partide fasciste din Spania, începând din anul 1930. Cuvântul falange înseamnă în limba spaniolă falangă (formație de luptă). Acest simbol războinic a fost ales din cauza naturii militariste a partidului. În aprilie 1937, partidul a încetat să mai existe, generalul Francisco Franco impunând fuziunea Comuniunii Tradiționaliste cu Falanga Spaniolă a CONS și formând un partid cu un nume similar Falange Española Tradicionalista y de las JONS („Falanga Spaniolă Tradiționalistă și a CONS”), care a devenit singurul partid legal în Spania până în 1977.

## Istorie

### Istoria timpurie
În 1934, Falanga Spaniolă a fuzionat cu Consiliile pentru Ofensiva Național Sindicalistă a lui Onésimo Redondo și Ramiro Ledesma, devenind Falanga Spaniolă a CONS. În timpul și după campania electorală din 1933, membrii din ambele partide au fost uciși; la 9 febuarie 1934, Matías Montero a fost ucis în timp ce vindea ziare cu propaganda partidului, devenind un martir pentru această mișcare mică. Până în iunie 1934, zece dintre ei erau morți, omorâți în special de socialiști, dar care au avut și o contribuție anarhistă; socialiștii nu vroiau ca o mișcare fascistă să se dezvolte în Spania, temându-se că o astfel de mișcare îi v-a distruge așa cum s-a întâmplat în Germania și Italia. Falangiștii au luptat inițial ineficient (ducând la ridiculizarea lor de către restul spectrului politic), dar în cele din urmă și-au format propriile detașamente ale morții. După ce al zecelea fascist, Juan Cuéllar a fost ucis și cadavrul său a fost abuzat în timpul unei confruntări cu socialiștii, falangiștii au atacat un grup de tineri socialiști, omorând of femeie, Juanita Rico, care se presupune că după cadavrul ei a fost abuzat și alți doi socialiști au fost grav răniți. Rico a primit o înmormântare mare și a fost salutat ca „prima victimă a fascismului din Spania”. Ucigașii lui Rico au spus că au acționat din proprie inițiativă fără să-și informeze superiorii și curând au urmat o escaladare a violenței; José Antonio a trebuit să pună piciorul jos pentru a împiedica unii falangiști să-l asasineze pe Indalecio Prieto și să arunce în aer cartierul general al socialiștilor din Madrid.
Partidul a fost inițial organizat ca un triumvirat format din Ramiro Ledesma, Ruiz de Alda și José Antonio Primo de Rivera, în timp ce poziția de secund a secretarului general i-a fost dată lui Raimundo Fernández-Cuesta. A atras o mulțime de intelectuali proeminenți, incluzându-i pe Pedro Mourlane Michelena, Rafael Sánchez Mazas, Ernesto Giménez Caballero, Eugenio Montes, José María Alfaro, Agustín de Foxa, Luys Santa Marina, Samuel Ros, Jacinto Miquelarena și Dionisio Ridruejo.
Martin Blinkhorn recunoscut cel puțin patru fire ideologice diferite în Falangă, un partid oarecum ecumenic, de la fuziune până la expulzarea lui Ledesma: conservatorismul susținut de monarhiști precum Francisco Moreno Herrera; Catolicismul autoritar a lui Onésimo Redondo; radicalul (și anticlericul) național sindicalism a lui Ramiro Ledesma; și regeneratorismul elitist distinctiv al lui José Antonio Primo de Rivera.
Partidul a fost republican, modernist, și susținea clasele inferioare și se opunea în același timp oligarhiei și comunismului, dar nu a adunat niciodată sprijinul popular demonstrat de mișcările fasciste din alte părți ale Europei. Din aceste motive, Falanga a fost evitată de alte partide înclinate spre dreapta la alegerile generale spaniole din 1936. A obținut decât 0.7% și nu a reușit să intre în parlament (Cortes). A depășit doar un procent din voturi în cinci provincii, rezultând cel mai bine în provinciile Valladolid și Cadiz, unde au primit între 4% și 5%.
După alegerile din 1936, mai multe violențe au izbucnit între Falangă și inamicii ei. În timp ce Rivera a crezut inițial că noul guvern ar putea pune în aplicare „revoluția națională”, și a ordonat militanților săi să se abțină de la actele ostile împotriva guvernului, nu a fost de lungă durată. La 6 martie 4 membri ai sindicatului falangist, CONS, care nu au reușit să susțină o grevă de stânga au fost uciși. La 11 martie, doi studenți la drept, unul falangist și altul carlist, au fost împușcați până la moarte, probabil de către Tineretul Socialist. Întrucât au existat șase morți ale membrilor Falangăi, în cinci zile, Falanga a ripostat și, la 13 martie, mai mulți pistoliști fascisti au încercat să-l omoare pe Luis Jiménez de Asúa, un cunoscut lider socialist și profesor la drept, care a fost, de asemenea, unul dintre autorii Constituției republicane. în timp ce el a supraviețuit, un membru al poliției sale de escortă a fost letal rănit. La 16 aprilie, falangiștii au deschis focul cu mitraliere împotriva muncitorilor într-un centru din Madrid, omorând trei și rănind patruzeci. În timpul guvernării Frontului Popular, 67 de falangiști au fost uciși, comparativ cu 41 în ceilalți doi ani. În schimb, Falanga a omorât 64 de stângiști, majoritatea socialiști și comuniști. Ca să supraviețuiască persecuțiilor în creștere ale guvernului, mișcarea a adoptat o structură celulară în stil comunist de trei membri pe celulă. Unul dintre motivele pentru care organizația a supraviețuit a fost fluxul de noi membri, cu 15.000 de membrii în organizația de tineret CEDA,JAP, care s-au alăturat Falangăi (deși acesta a fost un număr mic în comparație cu numărul total de membri ai JAP de 225.000).
Guvernul de stânga al Frontului Popular a persecutat Falanga și l-a arestat pe Marqués de Estella la 6 iulie 1936. În schimb, Falanga a intrat într-o conspirația pentru a răsturna cea de A Doua Republică Spaniolă, sprijinind revolta militară în cele din urmă condusă de Francisco Franco și continuând să facă acest lucru pe tot parcursul Războiului Civil Spaniol care a urmat.

### Războiul Civil Spaniol
Odată cu izbucnirea Războiului Civil în 1936, Falanga a trecut în tabăra facțiunii naționaliste împotriva celei de A Doua Republici Spaniole, crescând rapid de la câteva mii la câteva sute de mii. Mulți oameni au intrat în Falangă de teama persecuției - foști stângiști și centriști s-au grăbit să intre și au încercat să nu stârnească suspiciuni în legătură cu loialitatea lor devenind mai fasciști decât fasciștii actuali. Fluxul masiv de oportuniști a învins „cămășile vechi” - aproape jumătate dintre veteranii dinainte de război muriseră în etapele inițiale ale rebeliunii și mai mulți dintre liderii săi cheie erau fie morți, fie capturați, astfel membrii afectați s-au dovedit extrem de incomozi pentru organizație.
Comanda partidului se baza pe Manuel Hedilla, un fost mecanic, ca și mulți lideri din prima generație este mort sau încarcerat de către Republicani. Printre ei se afla Primo de Rivera, care a fost prizonierul guvernului. Drept urmare, el a fost numit printre conduceri drept el Ausente, („Absentul”). După ce a fost condamnat la moarte la 18 noiembrie 1936, José Antonio Primo de Rivera a fost executat la 20 noiembrie 1936 (o dată cunoscută sub numele de 20-N în Spania) într-o închisoare republicană, conferindu-i statutul de martir printre falangiști. Această condamnare și sentință a fost posibilă pentru că și-a pierdut imunitatea parlamentară după ce partidul său nu a avut suficiente voturi la ultimele alegeri. Hedilla a jucat un rol important în capturarea orașului Corunna, aducând falangiști bine înarmați pentru a ajuta rebelii să securizeze orașul și să participe la unele dintre cele mai grave represiuni ale războiului de acolo. Cu toate acestea, el a devenit mai târziu unul dintre cei mai sinceri critici ai crimelor naționaliste, susținând că i-a îndepărtat pe muncitori de cauza lor - în Ajunul Crăciunului din 1936, i-a spus membrilor Falangăi să nu-i persecute pe muncitorii care „au votat cu stânga din foame sau disperare. Știm cu toții că în multe orașe au existat - și sunt - oameni de dreapta care sunt mai răi decât roșii. " Aceste declarații, totuși, l-au făcut pe Hedilla și alți falangiști de stânga să fie foarte suspicioși în ochii dreptei spaniole. Tensiunea au apărut între aripile de stânga și de dreapta ale Falangăi și ambasadorul german l-a încurajat pe Hedilla să reziste preluării organizației de către clasa de mijloc. În noaptea de 16 aprilie 1937, adepții lui Hedilla (deși nu Hedilla însuși) au încercat să pună mâna pe sediul falangăi din Salamanca de dreapta condusă de Sancho Dávila, având ca rezultat o luptă armată în jurul Plaza Mayor care a lăsat doi falangiști morți și ordinea a trebuit restaurată de Garda Civilă. La 18 aprilie, Hedilla a organizat o ședință la consiliul Falangăi în care a fost ales lider. După ce Francisco Franco a preluat puterea la 19 aprilie 1937, el a unit sub comanda sa Falanga cu Comuniunea Carlistă Tradiționalistă prin decretul Unificarea , formând Falanga Spaniolă Tradiționalistă a CONS ( spaniolă: FET y de las JONS ), a cărui ideologie oficială a fost falangismul.
Niciuna dintre părțile înfrânte din război nu a suferit un număr atât de mare de decese în rândul liderilor lor, precum Falanga. 60% din membrii falangiști de dinainte de război și-au pierdut viața în război.
Cu toate acestea, majoritatea bunurilor tuturor celorlalte partide și sindicate au fost atribuite partidului. În 1938, toate sindicatele au fost unificate sub comanda falangistă.